# メインランド島 (シェトランド諸島)

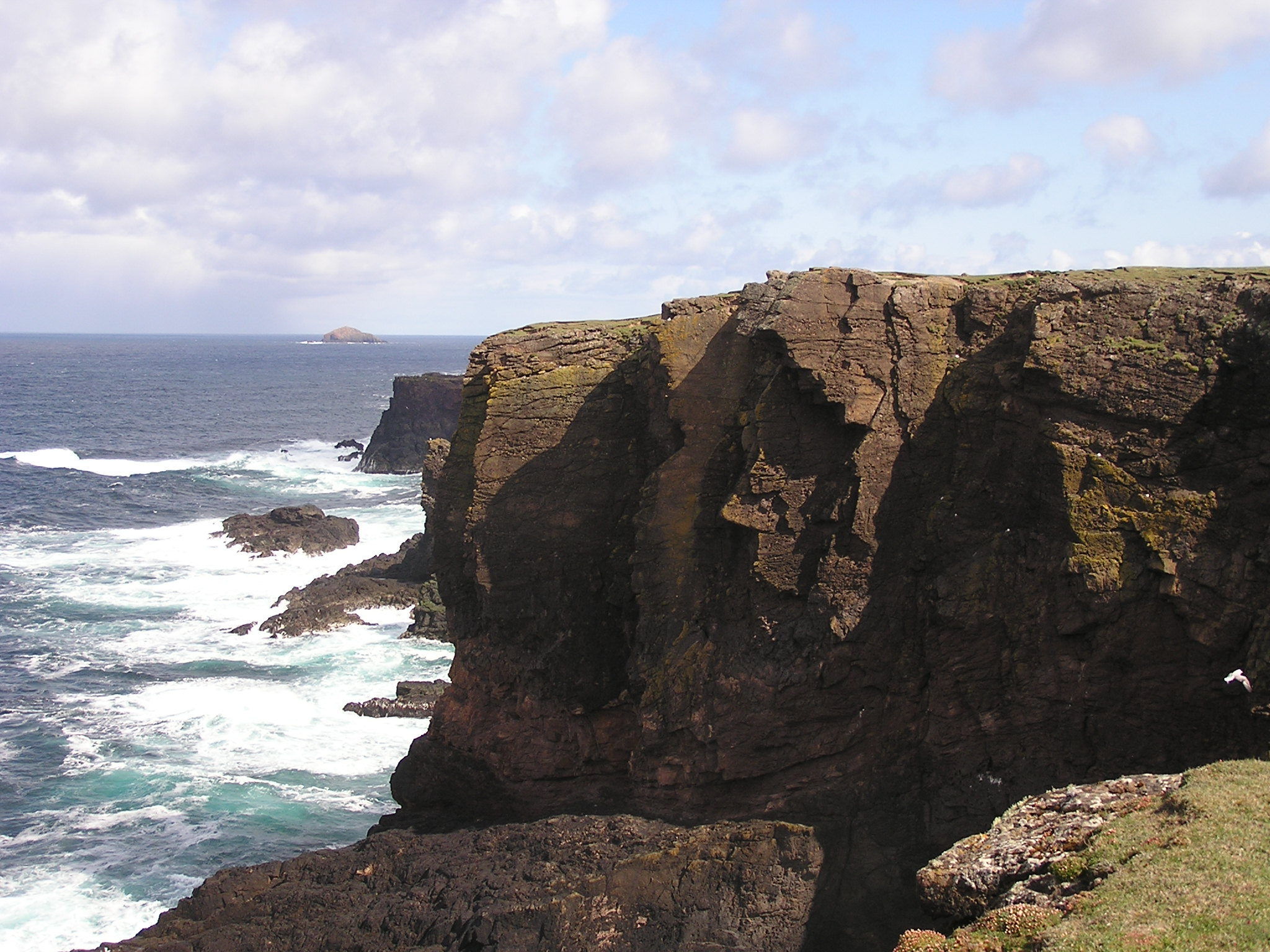
本島北部のエシャネスの崖

メインランド島（シェトランド本島、Mainland）は、イギリス最北の地域シェトランド諸島の中心の島。シェトランドの中心都市であり唯一のバラであるラーウィックがある、フェリーの港及び空港も備えた諸島の中心地である。ブリテン諸島の中でグレートブリテン島、アイルランド島、ルイス/ハリス島、スカイ島に次ぐ第5位の面積を持つ。また、スコットランドの島（本土を除く）で二番目に人口が多い。2001年は17,550人であり、2011年現在では18,765人となっている。人口密度は19.41人/km2。

## 地理
島内は大まかに4つの区域に分かれる。
- ラーウィック以南の本島南部（英語版）（South Mainland）は湿原（ムーア）と農地の混成であり、また、多くの重要な考古学史跡が存在する。
  - ビッグトン（英語版）（Bigton）
  - サンドウィック（英語版）（Sandwick）[3]
  - スカロウェイ（英語版）（Scalloway）
  - サンバラ岬（英語版）（Sumburgh Head、サンバラ空港（英語版）（Sumburgh Airport）がある。）
- 本島中部（英語版）（Central Mainland）は多くの農地といくらかの疎林で構成されている。
- 本島西部（英語版）（West Mainland）
  - エイス（英語版）（Aith）
  - ウォールズ（英語版）（Walls）
  - サンドネス（英語版）（Sandness）
- 本島北部（英語版）（North Mainland）、特に、メイヴィス・グリンド（英語版）の狭い地峡で本島と繋がっている広大なノースメイヴィン半島（英語版）は、あまり人の手が入っておらずムーアが広がっており、海岸は崖となっている。島内の最高地点であるロナス・ヒル（英語版）（標高450m）がある[4]。北部にはゼニガタアザラシ、ユーラシアカワウソおよび甲殻類のEurycercus glacialisなどの動物が生息しており、ボグが多いロナス・ヒルとノース・ロー一帯は1997年にラムサール条約登録地となった[4]。なお、本島北部にあるサロム・ヴォー（英語版）の貯油施設は、重要な島民の雇用源である。
  - ブレー（英語版）（Brae）
  - ノース・ロー（英語版）（North Roe）
  - ヴィドリン（英語版）（Vidlin）

## 参考資料
- Haswell-Smith, Hamish (2004). The Scottish Islands. Edinburgh: Canongate. ISBN 978-1-84195-454-7。
- Ordnance Survey